# Базельский мирный договор (1499)
Базельский мирный договор 1499 года — мирный договор, заключённый между Швейцарским союзом и Священной Римской империей в Базеле 22 сентября 1499 года, оформил итог Швабской войны. Фактически устанавливал независимость Швейцарии от Священной Римской империи.

## История
Швейцарцы одержали шесть крупных побед подряд, последняя из которых стала последней битвой войны и завершилась поражением имперских войск с потерями в 6 раз превышающими швейцарские.
По одной из оценок, за первые шесть месяцев 1499 года было сожжено двести деревень и убито двадцать тысяч человек с обеих сторон реки Рейн. Десятки тысяч мирных жителей погибли, многие из-за голода, а Швейцария, Швабия и Тироль наполнились беженцами. В регионах, наиболее опустошенных войной, вспыхнула чума, что увеличило и без того ошеломляющие потери. Кроме того, широко распространялись сообщения о нападениях диких животных, испробовавших человеческой плоти из-за большого количества непогребенных трупов.
Таким образом, хотя конфедераты и одержали ряд побед, обе стороны конфликта были истощены и желали мира. Стороны встретились на мирных переговорах в Базеле.

## Условия
Территориально договор утвердил довоенный статус-кво. Восемь из десяти членов Лиги десяти сообществ признавали номинальную власть Габсбургов, но сохраняли членство в Лиге и союз со Швейцарской конфедерацией.
Признавалась швейцарская юрисдикция над захваченым швейцарцами в 1460 году Тургау.
Габсбурги были вынуждены отказаться от своих династических притязаний в Швейцарии.

### Швейцария и Империя
В тексте договора прямо не упоминаются отношения с Империей, что поддерживает точку зрения о том, что швейцарцы вели войну против Максимилиана I как эрцгерцога Австрийского и графа Тирольского, а не как главы Империи.
Имперские дела затрагивались только в статье 9 договора. В этой статье Максимилиан обещал положить конец всем распрям и судебным искам, которые были инициированы до или во время войны против Швейцарской Конфедерации и ее союзников, имперская опала и все эмбарго против швейцарских кантонов прекращались.
Хотя Швейцарская конфедерация номинально и оставалась частью Империи, она никогда больше не подчинялась Имперским решениям и становилась де-факто независимой..
Хоть сама Имперская реформа и не упоминается в тексте договора, швейцарцы как с самого начала, так и по итогу войны, и никогда позднее не приняли введённые по результату рейхстага в Вормсе в 1495 году юрисдикцию Имперского камерального суда и Имперские налоги. А Максимилиан помимо отказа от всех текущих исков обязывался в будущем в качестве арбитров в спорах обращаться к епископам Констанца или Базеля, а также Базельскому собору; то же относилось и к Швабскому союзу. Имперский камеральный суд, как высшая судебная инстанция, таким образом, игнорировался, хотя это и не было прямо упомянуто..

## Последствия
В швейцарской историографии XIX века, этот договор считается важным шагом к фактической независимости Швейцарии от Священной Римской Империи. По словам Вильгельма Эксли (1890), договор отражал признание Германией Швейцарской независимости. Однако, в литературе XX века этот взгляд признан несостоятельным, так как не имеется оснований считать, что власти Конфедерации того времени стремились к отдалению от Империи.
В настоящее время принято считать, что Базельский мир не стал поворотным моментом в вопросе конституционной принадлежности Конфедерации к Империи, а скорее положил конец региональному конфликту между Максимилианом I и Швабской лигой с одной стороны, и епископом Кура Генрихом фон Хевеном, Тремя лигами и Швейцарской конфедерацией с другой.
Тем не менее, договор существенно усилил позиции Конфедерации внутри Империи, и прямым его следствием стало присоединение ранее ассоциированных Базеля и Шаффхаузена в 1501 году. Однако, присоединившиеся Имперские города Имперским камеральным судом всё ещё считались частью Империи и должными уплачивать Имперский налог, их горожане могли вызываться в Суд.
Ожесточенное соперничество и вражда между швабами и швейцарцами продолжались и в XVI веке, и после него, а потери швабов в 1499 г. н. э. вдохновили новое поколение бойцов, жаждущих сражаться со швейцарцами. Швабские войска сражались и одержали победу над швейцарцами в битве при Мариньяно (1515 г. н. э.), битве при Бикокке (1521 г. н. э.) и битве при Павии (1525 г. н. э.).